# QC Entertainment
QC Entertainment est une entreprise américaine de production audiovisuelle dont le siège se situe à Los Angeles en Californie.

## Histoire
Fondée en 2016 par les producteurs Sean McKittrick, Raymond Mansfield et Edward H. Hamm Jr, l'entreprise se définit elle-même comme une solution unique destinée aux cinéastes pour gérer les questions commerciales et créatives ainsi que donner vie à leur vision artistique.

## Filmographie[2]
| Année | Film                        | Réalisateur                   | Budget (en $) | Box-office (en $) |
| ----- | --------------------------- | ----------------------------- | ------------- | ----------------- |
| 2016  | Pride & Prejudice & Zombies | Burr Steers                   | 28 millions   | 16,4 millions     |
| 2017  | Band Aid                    | Zoe Lister-Jones              | < 5 milions   | 248 370           |
| 2017  | A Futile & Stupid Gesture   | David Wain                    | N/C           | N/C               |
| 2017  | Get Out                     | Jordan Peele                  | 4,5 millions  | 255,4 millions    |
| 2018  | Time Freak                  | Andrew Bowler                 | N/C           | 516 084           |
| 2018  | The Oath                    | Ike Barinholtz                | N/C           | 401 463           |
| 2018  | BlacKkKlansman              | Spike Lee                     | 15 millions   | 93,4 millions     |
| 2019  | Us                          | Jordan Peele                  | 20 millions   | 255,2 millions    |
| 2020  | The Wrong Missy             | Tyler Spindel                 | N/C           | N/C               |
| 2020  | Antebellum                  | Gerard Bush, Christopher Renz | 10 millions   | 6,9 millions      |